# Hulman stříbrný
Hulman stříbrný (Trachypithecus cristatus) je asijská opice. Jedná se o druh primáta z čeledi kočkodanovitých (Cercopithecidae).

## Historie
Tento druh byl popsán sirem Thomasem Stamfordem Rafflesem, britským státníkem a zakladatelem Singapuru, v roce 1821.

## Výskyt
Hulman stříbrný obývá téměř celé Borneo a Sumatru, stejně tak jihozápad Malajského poloostrova a Natunské ostrovy. Žije hlavně v mangrovech a lesích blízko vody, od které se příliš nevzdaluje.

## Popis
Hulman stříbrný je středně velká opice s dlouhým nechápavým ocasem a protistojnými palci. Srst může mít stříbřitě šedou, tmavě hnědou, nebo černou se stříbrnými odlesky, která je na hřbetě a hlavě delší než na zbytku těla. Na prstech a dlaních předních i zadních končetin srst úplně chybí. Na rozdíl od některých příbuzných druhů nemá na těle žádné větší světlé skvrny, pouze některé samice mají bílá třísla.
Sexuální dimorfismus není u tohoto druhu příliš výrazný. Pohlaví se od sebe na pohled téměř neliší. Samice dorůstají přibližně do délky 45 až 51 centimetrů a jejich ocas měří dalších 67 až 75 centimetrů. Samice obvykle neváží více než 5,7 kilogramů. Samci jsou o něco větší. Měří od 50 do 58 centimetrů, ocasy samců jsou stejně dlouhé jako ocasy samic, tedy 67 až 75 centimetrů a celková váha samců je přibližně 6,6 kilogramů.
Stejně jako ostatní hulmani má velký tříkomorový žaludek, který dokáže trávit celulózu. Střeva jsou velmi dlouhá, obecně jedny z nejdelších mezi hulmany. Také zuby těchto opic jsou svým tvarem přizpůsobené ke konzumaci listů.

## Biologie a ekologie
Hulmani stříbrní jsou aktivní ve dne a sdružují se v tlupách o 9 až 40 členech. V tlupě je jeden alfa samec a několik samic s mláďaty. Tyto opice obvykle neopouštějí koruny stromů. Protože se teritoria často překrývají, přichází tlupy běžně do kontaktu. Jde-li o skupinu samic, shledání proběhne obvykle bez agresivních výpadů, ale mezi samci většinou k souboji dochází. I přes tuto agresi jsou samci hulmanů stříbrných jedni z nejméně násilných mezi opicemi. Samci jiných druhů, pokud vyženou z tlupy alfa samce, zabijí jeho mláďata a zplodí vlastní. U hulmanů stříbrných k zabíjení mláďat předchozího alfa samce nedochází.

### Rozmnožování, dožití
Hulmani stříbrní nemají jasně dané období páření, dochází tak k němu po celý rok. Samice lákají samce kýváním hlavy ze strany na stranu a rodí v průměru jednou za 20 měsíců a na svět po 190 dnech březosti přivádí vždy jedno mládě. U tohoto druhu opic dochází k jakési menopauze: samice ve volné přírodě žijí ještě zhruba 9 let po porodu posledního potomka. Oranžově zbarvená mláďata váží asi 400 gramů, měří 20 centimetrů a jsou schopná držet se od prvního dne matčiny srsti dost pevně na to, aby nespadla. Kojena jsou 12 měsíců, ale u matek zůstávají ještě dalších 6. Pohlavně dospělá jsou brzy po odstavení, samice mívají své první potomky ve věku 35 měsíců (cca ve třech letech).
Jeho sociální struktura je matriarchální. Samice zůstávají celý život v tlupě, zatímco samci v dospělosti odcházejí a žijí samotářsky, nebo se uchytí v nějaké tlupě jako alfa samci. Samice s mláďaty mají v tlupě vyšší postavení, nežli samice bez potomků. 
U hulmanů stříbrných bylo zaznamenáno 13 různých vokálních projevů, z nichž nejčastějším je ten, který používají samci při hájení svého teritoria.
V zajetí se mohou dožít až 31 let. 

### Potrava
Hulman stříbrný se živí výhradně listím. Jde asi o 91 % jeho potravy, zbylých 9 % tvoří ovoce a semena. Na svém jídelníčku má více listů než jakékoli jiné opice z čeledi kočkodanovitých. Kvůli tomuto stravování obývá hulman stříbrný jiné části lesa než ostatní opice. 

### Přirození predátoři
Mezi přirozené nepřátele se řadí tygři, levharti a velcí hadi.

## Poddruhy
Analýza z roku 2008 potvrdila přítomnost pouze dvou poddruhů, ale číslo není definitivní. Zoologové o přesném počtu stále diskutují.
- Trachypithecus cristatus cristatus – který obývá Borneo, Sumatru a Natunské ostrovy
- Trachypithecus cristatus selangorensis – který obývá Malajský poloostrov

Forma z Malajsie byla nakonec uznána za samostatný druh Trachypithecus selangorensis.

## Medicína
Tyto opice jsou velmi náchylné k onemocnění lidskými chorobami, včetně AIDS, a proto jsou často využívány při lékařských výzkumech.  

## Ohrožení
Hulman stříbrný je klasifikován jako téměř ohrožený druh. Jedinců tohoto druhu ubývá kvůli těžbě dřeva a rostoucímu množství plantáží. Zároveň jsou často zabity domácími zvířaty nebo uloveny člověkem (ke konzumaci nebo pro obchod).

## Chov v zoo
V roce 2019 chovala poslední samici tohoto primáta v Evropě Zoologická zahrada Ústí nad Labem. S chovem začala v roce 1999 a narodilo se tam několik mláďat.